# 吞噬人間
《噬人》是MITA的作品，並由太田羊羹作畫。從2012年4月在裏Sunday連載至2014年9月；在外傳連載結束後，於2014年12月開始在裏Sunday連載原作重製版「噬人-origin-」至2017年7月完結此作。

## 劇情簡介

### 原作／重製版
世界發生了頻繁的「集體猝死」事件，而死因都是心臟麻痺
這個謎團的關鍵是連鎖信
而信中記載的存在，「噬人者」究竟是―――
男高中生中村陽太，將挑戰這個謎!!

### 外傳
集體猝死事件頻繁發生，詭異的是，死者之間毫無任何關聯性，卻在同一時間死亡……
某日，實習醫生佐佐木晶在醫院裡發現一個形跡可疑的少女，抓住對方正想追問，卻在下一秒突然身處從未見過的洞穴。在場的除了被他抓著手臂的少女，他所執刀的患者吉田加奈也在一起，一旁還有另外4名他未曾謀面的男性。從這一刻起，誤闖「噬人者」巢穴的他們唯一的活路，就只有想盡辦法讓自己以外的其他人去填飽怪物的肚子……
刻不容緩的逃脫恐怖懸疑物語，正式啟動!!

## 登場人物

### 主要角色
中村陽太
原作以及原作重製版主角。
粗眉毛和三白眼是特徵，具有敏捷的思考以及腹黑的個性，被門倉稱為「狸貓混蛋」。父親是國會議員中村茂雄。將「活到最後才是勝利者」做為人生的信條，個性也是極端利己。具有誘餌體質，即T0-pt，會被不斷的捲入噬人者的巢穴。
起初被捲入大野的巢穴，利用頭腦戰成功算計大野。在和堇去醫院探望須藤時被捲入網津的巢穴，算計了網津和晶，並得知了捕食者的存在。在門倉挑撥下使得堇不信任自己，之後發現監視堇的須藤還有用手機跟他聯絡的晶。
被晶約到咖啡館時被張利的巢穴捲入，目睹晶為保護自己而被吞噬的場面。之後和堇，鐵等兩人再次被張利的巢穴捲入，利用堇的T0-pt破解張利的擬態能力後引導鐵用肉搏戰迫使張利放棄捕食。自身所持有的T0-pt逐漸覺醒，為了讓堇再次信任而無意間使用T0-pt對堇告白。
被神崎和須藤約到咖啡館而得知秀也是捕食者的一員以及他的死因，拒絕了加入捕食者的要求。發現堇被綁架之後前往東秀大學附屬醫院與來栖大樹會面，並遭遇襲擊醫院的橘和鰻原，意外發現來栖大樹封印的「某人」所在而被他用槍射擊了腳。和須藤被楓的巢穴捲入，被楓誤認為堇。
佐佐木晶
原作重要男配角以及外傳男主角。
是個殘念系的帥哥，但是正義感強烈，仰慕來栖大樹，希望成為像他一樣的名醫。成為捕食者的契機是吉田加奈的死亡，透過吉田明美得知噬人者的存在而向來栖大樹提出成為捕食者的要求。
成為捕食者後能化身為狼型的噬人者，以高壓的態度面對噬人者和陽太。雖然看到噬人者就殺，但是心中仍對在不知情的情況下不幸成為噬人者的人有罪惡感以及同情，本人認為捕食行動是為了讓突發死亡事件停止的「治療」。
將陽太約到咖啡館讓他了解噬人者情報時被張利的巢穴捕捉，為了保護陽太，在給他能抑制T0-pt的藥之後遭到吞噬，在此之前先提出「人工心臟計畫」，要讓在狼型噬人者輸掉之後進行的備案，也就是製造「絕對不會死亡」的噬人者。
為達成計畫，來大樹將他的腦移到容器中，並強行連接機器讓其生存。由於遭到吞噬，腦部有了損傷，因此在外傳的舞台(=田笠木雫的巢穴)沒有過去的記憶，並在現實世界的加奈死亡的波多江權之助的巢穴中拯救了加奈。
加奈遭到張利殺害後被張利陷害為殺死加奈的人物，之後想起部分記憶，與神崎一起在神崎的巢穴中殺死張利，並讓雫從兩年的昏睡中醒來。
名字常譯為「佐佐木明」，「佐佐木晶」為台灣官方翻譯。
來堇
原作以及原作重製版女主角。
陽太的青梅竹馬，個性溫柔善良，若是被欺負不會反擊，會先哭出來。對英文很拿手，曾協助陽太以斯巴達式的教育完成明日香所派的作業。
具有被稱為T0-pt的心電感應能力而在小學時被稱作怪物遭到同學霸凌，只有陽太對她伸出了援手，由於T0-pt，所以會成為噬人者的目標，為了保護她，來栖大樹才設置了捕食者每天監控她的行蹤。
被門倉挑撥後自認對於陽太的是事情一無所知而感到難過與悲傷。被張利的巢穴捲入之後聽從陽太的指示使用T0-pt，使得自己成功逃出。被陽太用T0-pt告白而臉紅，之後被鈴木綁架，被強迫與橘等人行動。和橘等人被捲入楓的巢穴之後發現了始祖體的身份是自己的母親。

### 原作角色
門倉真人
陽太的同學。花心男，對於自己喜歡的女生還排了「超喜歡名單」。
相模鐵
溫柔的戰鬥民族，長相酷似七龍珠裡面的達爾。可以光靠肉搏戰擊退噬人者。
綠川明日香
陽太的老師，個性花痴。因為陽太長得很像自己的前男友而會作弄他。
來大樹
堇的祖父，東秀大學附設醫院院長兼教授，也是前國會議員。為醫治堇的腦部異常而找上中村茂雄。之後為拯救楓而開發出H9-ki和H10-ki，意外促成噬人者誕生。
來楓
堇的母親。因為家中起火而死，這件事導致對堇的霸凌更加嚴重，直到陽太轉學到堇所就讀的小學為止。實際上沒有死，被來栖大樹封印在東秀大學附屬醫院。
是持有從H1-ki到H8-ki的綜合性腦部變異者，也是H9-ki實驗體No.0「始祖體」，巢穴範圍比雫大上許多，可以拖入的人數約可以有好幾億。被來栖大樹施打藥物而呈現神智不清的狀態，腦中只有「保護堇」的念頭，靠著T0-pt來尋找堇。
中村茂雄
陽太的父親，國會議員，已死亡。雖然被認為是自家上吊自殺，但是其實另有隱情。
坂口芽衣
陽太和堇的小學老師，個性惡劣，很會用叉匙。
百圓
巨乳，F罩杯，與門倉為小學同學。

### 外傳角色
田笠木雫/田中
外傳女主角，H9-ki實驗體No.1。曾經體弱多病，被渡交給來栖大樹治療，而被來栖大樹注射H9-ki。
無法張開自己巢穴的噬人者，為尋求變回人類的方法而去見吉田明美。實際上無法噬人者化或張開巢穴以及防護壁的原因是「已經張開巢穴」，「注射的是不含B-rule檢體的H9-ki」以及「噬人者化之後的姿態是人類」三點。為了不張開巢穴而每天服用標識，因此她會不斷的被噬人者的巢穴捕捉。
實際上外傳發生的舞台就是她的巢穴，她所能拖入的人數大約有幾百人，之所以重現的是兩年前的時間是因為她在現實世界遭到來栖大樹催眠而昏睡了兩年。在回歸現實世界後展開了不張開巢穴的治療，必須坐輪椅，並由渡邊卡特蕾西亞照顧。
吉田加奈
銀行搶案遭到搶匪齊藤槍擊的少女。神崎的親生女兒，在現實世界已經在波多江的巢穴被波多江給殺死。
在外傳登場的加奈是雫的巢穴自行製造的傀儡，遭到槍擊後被送入晶所在的醫院。之後遭到波多江的巢穴捲入，被晶所救，從此她的人生偏離了正確的歷史軌跡。是渡邊卡特蕾西亞的粉絲。
之後遭到張利唆使的不知情護士施打H10-ki而噬人者化，型態是食蟲植物，將捕食者、晶還有雫捲日朝穴之後無法克制食慾而攻擊了雫被張利變成的秀阻止。之後服用標誌，被張利變成的晶約到樓頂之後被告知自己其實是傀儡的事實。
被張利從屋頂推落而死，死前在手術室用僅剩的力氣向趕到的晶告白後斷氣。
吉田明美
加奈的母親。腦研究者，協物來栖大樹製作了能抑制噬人者食慾的標誌。
渡邊卡特蕾西亞
女高中生，患有學者症候群而具有完全記憶能力，被作為食糧遭到雫的巢穴捲入，由於巢穴重現的是兩年前的世界，她便以「可愛魔法師卡特蕾西亞」在電視上預知未來，每天會定時看報紙確認自己知道的未來有沒有出錯。
被送入晶所在的醫院後認識雫和加奈，後來和雫一同被捲入保科純子的巢穴並遭到橘和須藤的襲擊，無事逃出。之後在與張利一戰中被張利砍了後背一刀，無心之下讓渡知道這裡是雫的巢穴。在雫醒來後和她回歸現實世界，負責照顧雫並不斷的希望雫叫她姐姐。
在特別短篇還有重製版第一話都有登場。
田笠木渡（たかさき わたる）
田笠木雫的哥哥。章魚型噬人者。最後被來栖秀殺死。在外傳登場的是傀儡，為了拯救妹妹而不斷犯罪。
花岡友也

齊藤篤

### 捕食者
來秀
堇的哥哥以及晶的好友，烏鴉型噬人者。為了保護堇而加入捕食者，是捕食者資歷最深的人。
最後被始祖體殺死。在被始祖體殺死之前曾把陽太約到咖啡館說明中村議員死亡的真相，並把堇託付給陽太。
神崎圭吾
來大樹的左右手，鐮鼬型噬人者，能自由操作風。表面上以名嘴犬養定信的假名活動。
吉田加奈的生父，為了不讓她遭遇危險而與明美協商之後離開母女倆。
須藤幸介
新人捕食者，蜻蜓型噬人者。個性弱氣沒用，曾作為橘的部下活動，每天被他拳打腳踢。原先醉倒在路邊，遭到花岡與保科注射H10-ki而成為噬人者。首次張開巢穴之後被神崎襲擊，馬上對他下跪道歉三小時之後加入了捕食者。

### 噬人者
大野唯
OL，蜘蛛型噬人者。在證券公司上班，被上司要求要作前台接待人員而感到不滿，張開巢穴之後沉溺於將人吃掉的快感而無法自拔。被陽太算計之後遭到鐵用肉搏戰攻擊左眼後被佐佐木晶殺死。
貳顎太志
蟑螂型噬人者，有著屁股下巴的肥胖男子。被佐佐木晶殺死。
相模鋼
蛇型噬人者。有兩個兒子，分別叫做「鐵」和「友」，疑似是相模鐵的父親，似乎和兩個兒子很久沒碰面的樣子。由於自己的殘障無法醫治而對醫師心懷怨念。先被田笠木雫攻擊頸部後被佐佐木晶用肉搏戰擊退。
波多江權之助
螞蟻型噬人者。曾在製藥公司工作但遭到開除，之後曾協助H10-ki的量產。H10-ki實驗體No.2。在現實世界中將晶和加奈捲入巢穴中吃掉加奈，使得晶成為捕食者。
於外傳登場的是雫所製造的傀儡，同樣張開巢穴但被晶抓到弱點，對他造成急性音響外傷後被雫攻擊後頸而放棄捕食。之後在便利商店內再次登場，站在陽太的旁邊看著印著卡特蕾西亞圖案的雜誌，被晶抓到暗巷詢問如何抑制噬人者的食慾。
張利
遭到各國通緝的詐欺師。變色龍型噬人者，能力為完全擬態，但是擬態範圍僅限於在巢穴中所見到的人，自稱連被擬態的人的記憶都可以擁有，但被陽太發現是謊言。
第一次將陽太捲入巢穴時將晶吞噬，沒有發現陽太的誘餌體質。第二次將陽太、堇、鐵等三人捲入巢穴，但是因為堇的T0-pt搭配陽太的計謀而放棄捕食。對於自己輸給普通的人類感到不滿，之後潛入東秀大學偷出障壁規則的藥並注射完畢。
之後被捲入雫的巢穴(即外傳世界)，被來栖大樹說服並協助佐佐木晶再啟動計畫，擬態成來栖秀的樣子行動。之後為了讓晶能夠回復到以前捕食者的狀態而對加奈下手，先是讓她噬人者化之後從醫院樓頂將她推落造成她死亡。最後被晶還有神崎識破真身，在兩人的圍攻下被晶殺死。
保科純子
蜂型噬人者。每天都在追求著人類死亡瞬間的刺激，會讓即將死亡的病人加速死亡。某天被花岡抓到自己的行為之後以協助他藥物實驗為由注射了H10-ki成為噬人者以及花岡的部下。導致須藤變成噬人者的元兇。
在外傳登場的是傀儡，將雫，卡特蕾西亞，橘和須藤捲入巢穴，之後被雫發現噬人者型態無法看到比紅色更暗的顏色而被雫設計後攻擊後頸而敗北。
網津有斗
蝙蝠型噬人者，牛郎。留著一頭像莫札特的髮型。被佐佐木晶殺死。
水溝鼠(作品中沒有提到本名)
鼠型噬人者。被佐佐木晶殺死。
藤本祐介
5歲男童。因為發燒的藥被鈴木換成H10-ki而噬人者化，變成跳蚤型噬人者將母親吃掉之後被佐佐木晶殺死。
松沼信悟
噬人者化的型態不明，H10-ki實驗體No.3。京庭製藥社長。被橘和須藤殺死。

### 橘一派
橘煉獄
前捕食者，獵豹型噬人者。個性暴躁。
鈴木花子
陽太班上的轉學生，說著一口關西腔。噬人者化的型態不明，但可以釋放出能夠操縱他人的孢子。
實際上是讓H10-ki散布的元兇，藉由假扮成護士將H10-ki混進醫院的藥品中，導致不知情的人服用H10-ki而噬人者化。
鰻原
電鰻型噬人者體格魁梧的壯漢。

### 被捲入巢穴的人
鵬爛驄璽
在寺廟當和尚的老人。心機極重，為了讓自己從噬人者巢穴生還而不斷的陷害他人。最後被大野殺死。
相場
在研究所進行腦科學研究的人員。最後被大野殺死。
野尻正良
上班族，最先被大野殺死。
相模友
鐵的哥哥，被貳顎殺死。
大久保惠美
友的學妹。被貳顎殺死。
內藤知佳
被捲入鋼的巢穴的女性。在晶的努力下從巢中生還。
皮耶爾和田
廚師。在晶的努力下從巢中生還。
泉都路芽亞
被波多江殺死。
佐久間祐介
被波多江殺死。
平倉智子
被渡殺死。
三輪義春
被渡殺死。

## 用語
噬人者
注射了名為H10-ki的藥劑引起腦部變異的人類，能展開自己的精神世界(巢穴)。對於吃人的行為不會感到有罪惡感，但是只要服用標識之後罪惡感會加倍反饋於噬人者。每個噬人者都有各自的型態，從動物到植物都有，形成的巢穴也會是最有利於噬人者。
注射H9-ki的噬人者化之後的型態是人類，透過將被拖入巢穴的人類的大腦並聯而形成巨大的類似真實世界的巢穴，巢穴中還會形成與一般人相差無幾的傀儡。
巢穴
噬人者所張開的精神世界。
障壁規則
僅限於外傳登場的規則，就是普通人類無法碰觸到噬人者。事實上是來栖大樹為了讓佐佐木晶不用肉搏戰擊退噬人者而讓花岡按照歷史走勢行動，但帶走的藥不是H10-ki。正式名稱為H10-ki B-rule檢體，服用過後的噬人者在人類型態會主動張開防護壁。
誘餌
有高機率被巢穴捕捉的體質，實際上是擁有T0-pt體質的人們。
標識
正式名稱Anti-H10-ki，來栖大樹為了捕食者開發，能夠抑制噬人者的食慾，副作用則是會被噬人者的巢穴不斷捕捉。服用標識的噬人者若是張開巢穴，巢穴會十分脆弱，而且噬人者也會感到身體極度不適。

## 出版書籍
| 冊數 | 小學館         | 小學館                 | 尖端出版社    | 尖端出版社         |
| 冊數 | 發售日期       | ISBN                   | 發售日期      | EAN                |
| ---- | -------------- | ---------------------- | ------------- | ------------------ |
| 1    | 2012年12月18日 | ISBN 978-4-09-124108-5 | 2014年1月8日  | EAN 4717702258719  |
| 2    | 2013年1月18日  | ISBN 978-4-09-124236-5 | 2014年4月16日 | ISBN 4717702260248 |
| 3    | 2013年5月17日  | ISBN 978-4-09-124333-1 | 2014年10月8日 | ISBN 4717702261597 |
| 4    | 2013年9月18日  | ISBN 978-4-09-124415-4 | 2015年2月17日 | ISBN 4717702265427 |
| 5    | 2013年12月18日 | ISBN 978-4-09-124544-1 |               |                    |
| 6    | 2014年4月18日  | ISBN 978-4-09-124683-7 |               |                    |
| 7    | 2014年5月16日  | ISBN 978-4-09-124738-4 |               |                    |
| 8    | 2014年9月18日  | ISBN 978-4-09-125258-6 |               |                    |
| 9    | 2015年2月12日  | ISBN 978-4-09-125750-5 |               |                    |

| 冊數 | 小學館         | 小學館                 | 玉皇朝         | 玉皇朝                 |
| 冊數 | 發售日期       | ISBN                   | 發售日期       | ISBN                   |
| ---- | -------------- | ---------------------- | -------------- | ---------------------- |
| 1    | 2015年2月12日  | ISBN 978-4-09-125753-6 | 2017年11月28日 | ISBN 978-988-8436-78-1 |
| 2    | 2015年7月10日  | ISBN 978-4-09-126267-7 | 2017年12月28日 | ISBN 978-988-8436-91-0 |
| 3    | 2015年11月12日 | ISBN 978-4-09-126586-9 |                |                        |
| 4    | 2016年3月11日  | ISBN 978-4-09-127050-4 |                |                        |
| 5    | 2016年7月12日  | ISBN 978-4-09-127357-4 |                |                        |
| 6    | 2016年11月11日 | ISBN 978-4-09-127437-3 |                |                        |
| 7    | 2017年1月12日  | ISBN 978-4-09-127531-8 |                |                        |
| 8    | 2017年3月10日  | ISBN 978-4-09-127546-2 |                |                        |
| 9    | 2017年5月12日  | ISBN 978-4-09-127600-1 |                |                        |
| 10   | 2017年7月12日  | ISBN 978-4-09-127631-5 |                |                        |

## 外部連結
- （日語） 《吞噬者》連載網站（页面存档备份，存于）
- （日語） 《吞噬人間》連載網站
- （日語） 《喰人-origin-》連載網站
- （日語） MITA老師的X（前Twitter）